# Tour de Californie 2012
La 7e édition du Tour de Californie (ou Amgen Tour of California) s'est déroulée du 13 au 20 mai 2012. Cette épreuve cycliste fait partie de l'UCI America Tour 2012.

## Présentation

### Parcours
Le 7e Tour de Californie est long de 1 184,1 km et est composé de huit étapes.

### Équipes
Classé en catégorie 2.HC de l'UCI America Tour, le Tour de Californie est par conséquent ouvert aux UCI ProTeams dans la limite de 50 % des équipes participantes, aux équipes continentales professionnelles, aux équipes continentales et à des équipes nationales.
La liste des 16 équipes invitées est annoncé le 13 mars. 8 ProTeams, 4 équipes continentales professionnelles et 4 équipes continentales participent au Tour de Californie 2012 :
| ProTeams - AG2R La Mondiale - BMC Racing - Garmin-Barracuda - Orica-GreenEDGE - Liquigas-Cannondale - Omega Pharma-Quick Step - Rabobank - RadioShack-Nissan | UCI continentales professionnelles - Colombia-Coldeportes - Argos-Shimano - SpiderTech-C10 - UnitedHealthcare | UCI continentales - Bissell - Bontrager Livestrong - Exergy - Optum-Kelly Benefit Strategies |

## Étapes
| Étape     | Date   | Villes étapes              |  | Distance (km) | Vainqueur d’étape | Leader du classement général |
| --------- | ------ | -------------------------- |  | ------------- | ----------------- | ---------------------------- |
| 1re étape | 13 mai | Santa Rosa - Santa Rosa    |  | 186,5         | Peter Sagan       | Peter Sagan                  |
| 2e étape  | 14 mai | San Francisco - Santa Cruz |  | 188,5         | Peter Sagan       | Peter Sagan                  |
| 3e étape  | 15 mai | San José - Livermore       |  | 185,5         | Peter Sagan       | Peter Sagan                  |
| 4e étape  | 16 mai | Sonora - Clovis            |  | 209,6         | Peter Sagan       | Peter Sagan                  |
| 5e étape  | 17 mai | Bakersfield - Bakersfield  |  | 29,7 (clm)    | David Zabriskie   | David Zabriskie              |
| 6e étape  | 18 mai | Palmdale - Lac Big Bear    |  | 186,3         | Sylvain Georges   | David Zabriskie              |
| 7e étape  | 19 mai | Ontario - Mount Baldy (en) |  | 126           | Robert Gesink     | Robert Gesink                |
| 8e étape  | 20 mai | Beverly Hills - L.A. Live  |  | 72            | Peter Sagan       | Robert Gesink                |

## Déroulement de la course

### 1reétape
|    | Coureur           | Pays       | Équipe                  |    | Temps           |
| -- | ----------------- | ---------- | ----------------------- | -- | --------------- |
| 1  | Peter Sagan       | Slovaquie  | Liquigas-Cannondale     | en | 4 h 42 min 35 s |
| 2  | Heinrich Haussler | Australie  | Garmin-Barracuda        | +  | m.t             |
| 3  | Fred Rodriguez    | États-Unis | Exergy                  |    | m.t             |
| 4  | Leigh Howard      | Australie  | Orica-GreenEDGE         |    | m.t             |
| 5  | Greg Van Avermaet | Belgique   | BMC Racing              |    | m.t             |
| 6  | George Hincapie   | États-Unis | BMC Racing              |    | m.t             |
| 7  | Ryan Anderson     | Canada     | SpiderTech-C10          |    | m.t             |
| 8  | Stijn Vandenbergh | Belgique   | Omega Pharma-Quick Step |    | m.t             |
| 9  | Lawson Craddock   | États-Unis | Bontrager Livestrong    |    | m.t             |
| 10 | Luis León Sánchez | Espagne    | Rabobank                |    | m.t             |

|    | Coureur            | Pays             | Équipe               |    | Temps           |
| -- | ------------------ | ---------------- | -------------------- | -- | --------------- |
| 1  | Peter Sagan        | Slovaquie        | Liquigas-Cannondale  | en | 4 h 42 min 25 s |
| 2  | Heinrich Haussler  | Australie        | Garmin-Barracuda     | +  | 4 s             |
| 3  | Jeff Louder        | États-Unis       | UnitedHealthcare     |    | 4 s             |
| 4  | Fred Rodriguez     | États-Unis       | Exergy               |    | 6 s             |
| 5  | Ben Jacques-Maynes | États-Unis       | Bissell Cycling      |    | 6 s             |
| 6  | Josh Atkins        | Nouvelle-Zélande | Bontrager Livestrong |    | 9 s             |
| 7  | Leigh Howard       | Australie        | Orica-GreenEDGE      |    | 10 s            |
| 8  | Greg Van Avermaet  | Belgique         | BMC Racing           |    | 10 s            |
| 9  | George Hincapie    | États-Unis       | BMC Racing           |    | 10 s            |
| 10 | Ryan Anderson      | Canada           | SpiderTech-C10       |    | 10 s            |

### 2eétape
|    | Coureur           | Pays                   | Équipe                  |    | Temps           |
| -- | ----------------- | ---------------------- | ----------------------- | -- | --------------- |
| 1  | Peter Sagan       | Slovaquie              | Liquigas-Cannondale     | en | 5 h 02 min 00 s |
| 2  | Heinrich Haussler | Australie              | Garmin-Barracuda        | +  | m.t             |
| 3  | Leigh Howard      | Australie              | Orica-GreenEDGE         |    | m.t             |
| 4  | Koen de Kort      | Pays-Bas               | Argos-Shimano           |    | m.t             |
| 5  | Fred Rodriguez    | États-Unis             | Exergy                  |    | m.t             |
| 6  | Greg Van Avermaet | Belgique               | BMC Racing              |    | m.t             |
| 7  | Lawson Craddock   | États-Unis             | Bontrager Livestrong    |    | m.t             |
| 8  | Marc de Maar      | Antilles néerlandaises | UnitedHealthcare        |    | m.t             |
| 9  | Tom Dumoulin      | Pays-Bas               | Argos-Shimano           |    | m.t             |
| 10 | Peter Velits      | Slovaquie              | Omega Pharma-Quick Step |    | m.t             |

|    | Coureur            | Pays                   | Équipe               |    | Temps           |
| -- | ------------------ | ---------------------- | -------------------- | -- | --------------- |
| 1  | Peter Sagan        | Slovaquie              | Liquigas-Cannondale  | en | 9 h 44 min 15 s |
| 2  | Heinrich Haussler  | Australie              | Garmin-Barracuda     | +  | 8 s             |
| 3  | Leigh Howard       | Australie              | Orica-GreenEDGE      |    | 13 s            |
| 4  | Jeffry Louder      | États-Unis             | UnitedHealthcare     |    | 14 s            |
| 5  | Fred Rodriguez     | États-Unis             | Exergy               |    | 16 s            |
| 6  | Ben Jacques-Maynes | États-Unis             | Bissell Cycling      |    | 16 s            |
| 7  | Marc de Maar       | Antilles néerlandaises | UnitedHealthcare     |    | 17 s            |
| 8  | Markel Irizar      | Espagne                | RadioShack-Nissan    |    | 19 s            |
| 9  | Josh Aktins        | Nouvelle-Zélande       | Bontrager Livestrong |    | 19 s            |
| 10 | Greg Van Avermaet  | Belgique               | BMC Racing           |    | 20 s            |

### 3eétape
|    | Coureur           | Pays       | Équipe                         |    | Temps           |
| -- | ----------------- | ---------- | ------------------------------ | -- | --------------- |
| 1  | Peter Sagan       | Slovaquie  | Liquigas-Cannondale            | en | 4 h 50 min 49 s |
| 2  | Heinrich Haussler | Australie  | Garmin-Barracuda               | +  | m.t             |
| 3  | Tom Boonen        | Belgique   | Omega Pharma-Quick Step        |    | m.t             |
| 4  | Alex Candelario   | États-Unis | Optum-Kelly Benefit Strategies |    | m.t             |
| 5  | Lloyd Mondory     | France     | AG2R La Mondiale               |    | m.t             |
| 6  | Fred Rodriguez    | États-Unis | Exergy                         |    | m.t             |
| 7  | Hugo Houle        | Canada     | SpiderTech-C10                 |    | m.t             |
| 8  | Koen de Kort      | Pays-Bas   | Argos-Shimano                  |    | m.t             |
| 9  | Michael Matthews  | Australie  | Rabobank                       |    | m.t             |
| 10 | Wesley Sulzberger | Australie  | Orica-GreenEDGE                |    | m.t             |

|    | Coureur            | Pays                   | Équipe               |    | Temps            |
| -- | ------------------ | ---------------------- | -------------------- | -- | ---------------- |
| 1  | Peter Sagan        | Slovaquie              | Liquigas-Cannondale  | en | 14 h 34 min 54 s |
| 2  | Heinrich Haussler  | Australie              | Garmin-Barracuda     | +  | 12 s             |
| 3  | Jeffry Louder      | États-Unis             | UnitedHealthcare     |    | 24 s             |
| 4  | Fred Rodriguez     | États-Unis             | Exergy               |    | 26 s             |
| 5  | Ben Jacques-Maynes | États-Unis             | Bissell Cycling      |    | 26 s             |
| 6  | Marc de Maar       | Antilles néerlandaises | UnitedHealthcare     |    | 27 s             |
| 7  | Markel Irizar      | Espagne                | RadioShack-Nissan    |    | 29 s             |
| 8  | Josh Aktins        | Nouvelle-Zélande       | Bontrager Livestrong |    | 29 s             |
| 9  | Greg Van Avermaet  | Belgique               | BMC Racing           |    | 30 s             |
| 10 | Lawson Craddock    | États-Unis             | Bontrager Livestrong |    | 30 s             |

### 4eétape
|    | Coureur           | Pays       | Équipe                         |    | Temps           |
| -- | ----------------- | ---------- | ------------------------------ | -- | --------------- |
| 1  | Peter Sagan       | Slovaquie  | Liquigas-Cannondale            | en | 5 h 18 min 08 s |
| 2  | Heinrich Haussler | Australie  | Garmin-Barracuda               | +  | m.t             |
| 3  | Michael Matthews  | Australie  | Rabobank                       |    | m.t             |
| 4  | Tom Boonen        | Belgique   | Omega Pharma-Quick Step        |    | m.t             |
| 5  | Roger Kluge       | Allemagne  | Argos-Shimano                  |    | m.t             |
| 6  | Jasper Stuyven    | Belgique   | Bontrager Livestrong           |    | m.t             |
| 7  | Guillaume Boivin  | Canada     | SpiderTech-C10                 |    | m.t             |
| 8  | Alex Candelario   | États-Unis | Optum-Kelly Benefit Strategies |    | m.t             |
| 9  | Leigh Howard      | Australie  | Orica-GreenEDGE                |    | m.t             |
| 10 | Lloyd Mondory     | France     | AG2R La Mondiale               |    | m.t             |

|    | Coureur            | Pays                   | Équipe               |    | Temps            |
| -- | ------------------ | ---------------------- | -------------------- | -- | ---------------- |
| 1  | Peter Sagan        | Slovaquie              | Liquigas-Cannondale  | en | 19 h 52 min 52 s |
| 2  | Heinrich Haussler  | Australie              | Garmin-Barracuda     | +  | 16 s             |
| 3  | Jeff Louder        | États-Unis             | UnitedHealthcare     |    | 34 s             |
| 4  | Alex Howes         | Australie              | Garmin-Barracuda     |    | 35 s             |
| 5  | Fred Rodriguez     | États-Unis             | Exergy               |    | 36 s             |
| 6  | Ben Jacques-Maynes | États-Unis             | Bissell Cycling      |    | 36 s             |
| 7  | Markel Irizar      | Espagne                | RadioShack-Nissan    |    | 36 s             |
| 8  | Marc de Maar       | Antilles néerlandaises | UnitedHealthcare     |    | 37 s             |
| 9  | Wilco Kelderman    | Pays-Bas               | Rabobank             |    | 38 s             |
| 10 | Josh Aktins        | Nouvelle-Zélande       | Bontrager Livestrong |    | 39 s             |

### 5eétape
|    | Coureur            | Pays       | Équipe                  |    | Temps       |
| -- | ------------------ | ---------- | ----------------------- | -- | ----------- |
| 1  | David Zabriskie    | États-Unis | Garmin-Barracuda        | en | 35 min 59 s |
| 2  | Jens Voigt         | Allemagne  | RadioShack-Nissan       | +  | 23 s        |
| 3  | Tejay van Garderen | États-Unis | BMC Racing              |    | 34 s        |
| 4  | Robert Gesink      | Pays-Bas   | Rabobank                |    | 39 s        |
| 5  | Andrew Talansky    | États-Unis | Garmin-Barracuda        |    | 48 s        |
| 6  | Peter Velits       | Slovaquie  | Omega Pharma-Quick Step |    | 49 s        |
| 7  | Maarten Tjallingii | Pays-Bas   | Rabobank                |    | 52 s        |
| 8  | Luke Durbridge     | Australie  | Orica-GreenEDGE         |    | 1 min 01 s  |
| 9  | Thomas Danielson   | États-Unis | Garmin-Barracuda        |    | 1 min 07 s  |
| 10 | Rory Sutherland    | Australie  | UnitedHealthcare        |    | 1 min 10 s  |

|    | Coureur            | Pays       | Équipe                  |    | Temps            |
| -- | ------------------ | ---------- | ----------------------- | -- | ---------------- |
| 1  | David Zabriskie    | États-Unis | Garmin-Barracuda        | en | 20 h 29 min 31 s |
| 2  | Tejay van Garderen | États-Unis | BMC Racing              | +  | 34 s             |
| 3  | Robert Gesink      | Pays-Bas   | Rabobank                |    | 39 s             |
| 4  | Andrew Talansky    | États-Unis | Garmin-Barracuda        |    | 48 s             |
| 5  | Peter Velits       | Slovaquie  | Omega Pharma-Quick Step |    | 49 s             |
| 6  | Luke Durbridge     | Australie  | Orica-GreenEDGE         |    | 1 min 01 s       |
| 7  | Thomas Danielson   | États-Unis | Garmin-Barracuda        |    | 1 min 07 s       |
| 8  | Rory Sutherland    | Australie  | UnitedHealthcare        |    | 1 min 10 s       |
| 9  | Cameron Meyer      | Australie  | Orica-GreenEDGE         |    | 1 min 26 s       |
| 10 | Markel Irizar      | Espagne    | RadioShack-Nissan       |    | 1 min 29 s       |

### 6eétape
|    | Coureur            | Pays       | Équipe                  |    | Temps           |
| -- | ------------------ | ---------- | ----------------------- | -- | --------------- |
| 1  | Sylvain Georges    | France     | AG2R La Mondiale        | en | 5 h 07 min 06 s |
| 2  | Peter Sagan        | Slovaquie  | Liquigas-Cannondale     | +  | 28 s            |
| 3  | Peter Velits       | Slovaquie  | Omega Pharma-Quick Step |    | 28 s            |
| 4  | Thomas Damuseau    | France     | Argos-Shimano           |    | 28 s            |
| 5  | Tom Dumoulin       | Pays-Bas   | Argos-Shimano           |    | 28 s            |
| 6  | Greg Van Avermaet  | Belgique   | BMC Racing              |    | 28 s            |
| 7  | Romain Bardet      | France     | AG2R La Mondiale        |    | 28 s            |
| 8  | Christopher Horner | États-Unis | RadioShack-Nissan       |    | 28 s            |
| 9  | Tejay van Garderen | États-Unis | BMC Racing              |    | 28 s            |
| 10 | Robert Gesink      | Pays-Bas   | Rabobank                |    | 28 s            |

|    | Coureur            | Pays       | Équipe                  |    | Temps            |
| -- | ------------------ | ---------- | ----------------------- | -- | ---------------- |
| 1  | David Zabriskie    | États-Unis | Garmin-Barracuda        | en | 25 h 37 min 05 s |
| 2  | Tejay van Garderen | États-Unis | BMC Racing              | +  | 34 s             |
| 3  | Robert Gesink      | Pays-Bas   | Rabobank                |    | 39 s             |
| 4  | Peter Velits       | Slovaquie  | Omega Pharma-Quick Step |    | 45 s             |
| 5  | Andrew Talansky    | États-Unis | Garmin-Barracuda        |    | 48 s             |
| 6  | Luke Durbridge     | Australie  | Orica-GreenEDGE         |    | 1 min 01 s       |
| 7  | Thomas Danielson   | États-Unis | Garmin-Barracuda        |    | 1 min 07 s       |
| 8  | Rory Sutherland    | Australie  | UnitedHealthcare        |    | 1 min 10 s       |
| 9  | Cameron Meyer      | Australie  | Orica-GreenEDGE         |    | 1 min 26 s       |
| 10 | Lawson Craddock    | États-Unis | Bontrager Livestrong    |    | 1 min 30 s       |

### 7eétape
|    | Coureur            | Pays       | Équipe                  |    | Temps           |
| -- | ------------------ | ---------- | ----------------------- | -- | --------------- |
| 1  | Robert Gesink      | Pays-Bas   | Rabobank                | en | 3 h 37 min 08 s |
| 2  | Darwin Atapuma     | Colombie   | Colombia-Coldeportes    | +  | 0 s             |
| 3  | Fabio Duarte       | Colombie   | Colombia-Coldeportes    |    | 14 s            |
| 4  | Joe Dombrowski     | États-Unis | Bontrager Livestrong    |    | 18 s            |
| 5  | Thomas Danielson   | États-Unis | Garmin-Barracuda        |    | 26 s            |
| 6  | Christopher Horner | États-Unis | RadioShack-Nissan       |    | 38 s            |
| 7  | Wilco Kelderman    | Pays-Bas   | Rabobank                |    | 1 min 04 s      |
| 8  | Tiago Machado      | Portugal   | RadioShack-Nissan       |    | 1 min 06 s      |
| 9  | Levi Leipheimer    | États-Unis | Omega Pharma-Quick Step |    | 1 min 08 s      |
| 10 | Tejay van Garderen | États-Unis | BMC Racing              |    | 1 min 22 s      |

|    | Coureur            | Pays       | Équipe                  |    | Temps            |
| -- | ------------------ | ---------- | ----------------------- | -- | ---------------- |
| 1  | Robert Gesink      | Pays-Bas   | Rabobank                | en | 29 h 14 min 52 s |
| 2  | David Zabriskie    | États-Unis | Garmin-Barracuda        | +  | 46 s             |
| 3  | Thomas Danielson   | États-Unis | Garmin-Barracuda        |    | 54 s             |
| 4  | Tejay van Garderen | États-Unis | BMC Racing              |    | 1 min 17 s       |
| 5  | Fabio Duarte       | Colombie   | Colombia-Coldeportes    |    | 1 min 36 s       |
| 6  | Levi Leipheimer    | États-Unis | Omega Pharma-Quick Step |    | 2 min 13 s       |
| 7  | Wilco Kelderman    | Pays-Bas   | Rabobank                |    | 2 min 30 s       |
| 8  | Christopher Horner | États-Unis | RadioShack-Nissan       |    | 2 min 49 s       |
| 9  | Tiago Machado      | Portugal   | RadioShack-Nissan       |    | 2 min 54 s       |
| 10 | Pieter Weening     | Pays-Bas   | Rabobank                |    | 3 min 05 s       |

### 8eétape
|    | Coureur           | Pays       | Équipe                         |    | Temps           |
| -- | ----------------- | ---------- | ------------------------------ | -- | --------------- |
| 1  | Peter Sagan       | Slovaquie  | Liquigas-Cannondale            | en | 1 h 27 min 36 s |
| 2  | Tom Boonen        | Belgique   | Omega Pharma-Quick Step        | +  | m.t             |
| 3  | Gerald Ciolek     | Allemagne  | Omega Pharma-Quick Step        |    | m.t             |
| 4  | Roger Kluge       | Allemagne  | Argos-Shimano                  |    | m.t             |
| 5  | Heinrich Haussler | Australie  | Garmin-Barracuda               |    | m.t             |
| 6  | Lloyd Mondory     | France     | AG2R La Mondiale               |    | m.t             |
| 7  | Ken Hanson        | États-Unis | Optum-Kelly Benefit Strategies |    | m.t             |
| 8  | Daniel Oss        | Italie     | Liquigas-Cannondale            |    | m.t             |
| 9  | Michael Matthews  | Australie  | Rabobank                       |    | m.t             |
| 10 | Guillaume Boivin  | Canada     | SpiderTech-C10                 |    | m.t             |

|    | Coureur            | Pays       | Équipe                  |    | Temps            |
| -- | ------------------ | ---------- | ----------------------- | -- | ---------------- |
| 1  | Robert Gesink      | Pays-Bas   | Rabobank                | en | 30 h 42 min 32 s |
| 2  | David Zabriskie    | États-Unis | Garmin-Barracuda        | +  | 46 s             |
| 3  | Thomas Danielson   | États-Unis | Garmin-Barracuda        |    | 54 s             |
| 4  | Tejay van Garderen | États-Unis | BMC Racing              |    | 1 min 17 s       |
| 5  | Fabio Duarte       | Colombie   | Colombia-Coldeportes    |    | 1 min 36 s       |
| 6  | Levi Leipheimer    | États-Unis | Omega Pharma-Quick Step |    | 2 min 13 s       |
| 7  | Wilco Kelderman    | Pays-Bas   | Rabobank                |    | 2 min 30 s       |
| 8  | Christopher Horner | États-Unis | RadioShack-Nissan       |    | 2 min 49 s       |
| 9  | Tiago Machado      | Portugal   | RadioShack-Nissan       |    | 2 min 54 s       |
| 10 | Pieter Weening     | Pays-Bas   | Rabobank                |    | 3 min 05 s       |

## Classements finals

### Classement général
|    | Cycliste           | Pays       | Équipe                  |    | Temps            |
| -- | ------------------ | ---------- | ----------------------- | -- | ---------------- |
| 1  | Robert Gesink      | Pays-Bas   | Rabobank                | en | 30 h 42 min 32 s |
| 2  | David Zabriskie    | États-Unis | Garmin-Barracuda        | +  | 46 s             |
| 3  | Thomas Danielson   | États-Unis | Garmin-Barracuda        |    | 54 s             |
| 4  | Tejay van Garderen | États-Unis | BMC Racing              |    | 1 min 17 s       |
| 5  | Fabio Duarte       | Colombie   | Colombia-Coldeportes    |    | 1 min 36 s       |
| 6  | Levi Leipheimer    | États-Unis | Omega Pharma-Quick Step |    | 2 min 13 s       |
| 7  | Wilco Kelderman    | Pays-Bas   | Rabobank                |    | 2 min 30 s       |
| 8  | Christopher Horner | États-Unis | RadioShack-Nissan       |    | 2 min 49 s       |
| 9  | Tiago Machado      | Portugal   | RadioShack-Nissan       |    | 2 min 54 s       |
| 10 | Pieter Weening     | Pays-Bas   | Orica-GreenEDGE         |    | 3 min 05 s       |

### Classements annexes
|   | Cycliste          | Pays      | Équipe                  | Points |
| - | ----------------- | --------- | ----------------------- | ------ |
| 1 | Peter Sagan       | Slovaquie | Liquigas-Cannondale     | 87     |
| 2 | Heinrich Haussler | Australie | Garmin-Barracuda        | 54     |
| 3 | Tom Boonen        | Belgique  | Omega Pharma-Quick Step | 29     |

|   | Cycliste        | Pays     | Équipe                         | Points |
| - | --------------- | -------- | ------------------------------ | ------ |
| 1 | Sebastian Salas | Canada   | Optum-Kelly Benefit Strategies | 65     |
| 2 | David Boily     | Canada   | SpiderTech-C10                 | 48     |
| 3 | Darwin Atapuma  | Colombie | Colombia-Coldeportes           | 27     |

|   | Cycliste        | Pays       | Équipe               |    | Temps            |
| - | --------------- | ---------- | -------------------- | -- | ---------------- |
| 1 | Wilco Kelderman | Pays-Bas   | Rabobank             | en | 30 h 45 min 02 s |
| 2 | Joe Dombrowski  | États-Unis | Bontrager Livestrong | +  | 1 min 08 s       |
| 3 | Luke Durbridge  | Australie  | Orica-GreenEDGE      |    | 2 min 33 s       |

|   | Équipe            | Pays       |    | Temps            |
| - | ----------------- | ---------- | -- | ---------------- |
| 1 | RadioShack-Nissan | Luxembourg | en | 92 h 12 min 41 s |
| 2 | Rabobank          | Pays-Bas   | +  | 3 min 05 s       |
| 3 | Orica-GreenEDGE   | Australie  |    | 6 min 12 s       |

## Évolution des classements
| Étape              | Vainqueur          | Classement général | Classement du meilleur sprinteur | Classement de la montagne | Classement du meilleur jeune | Classement par équipes | Courageux du jour  | Combatif du jour   |
| ------------------ | ------------------ | ------------------ | -------------------------------- | ------------------------- | ---------------------------- | ---------------------- | ------------------ | ------------------ |
| 1                  | Peter Sagan        | Peter Sagan        | Peter Sagan                      | David Boily               | Peter Sagan                  | BMC Racing             | Levi Leipheimer    | Ben Jacques-Maynes |
| 2                  | Peter Sagan        | Peter Sagan        | Peter Sagan                      | David Boily               | Peter Sagan                  | BMC Racing             | Jeremy Vennell     | Alexandre Geniez   |
| 3                  | Peter Sagan        | Peter Sagan        | Peter Sagan                      | Sebastian Salas           | Peter Sagan                  | BMC Racing             | Wilson Marentes    | Jeremy Vennell     |
| 4                  | Peter Sagan        | Peter Sagan        | Peter Sagan                      | Sebastian Salas           | Peter Sagan                  | BMC Racing             | Markel Irizar      | Yannick Eijssen    |
| 5                  | David Zabriskie    | David Zabriskie    | Peter Sagan                      | Sebastian Salas           | Luke Durbridge               | Garmin-Barracuda       | Non décerné        | Non décerné        |
| 6                  | Sylvain Georges    | David Zabriskie    | Peter Sagan                      | Sebastian Salas           | Luke Durbridge               | Garmin-Barracuda       | Timothy Duggan     | Sylvain Georges    |
| 7                  | Robert Gesink      | Robert Gesink      | Peter Sagan                      | Sebastian Salas           | Wilco Kelderman              | RadioShack-Nissan      | Christopher Horner | Darwin Atapuma     |
| 8                  | Peter Sagan        | Robert Gesink      | Peter Sagan                      | Sebastian Salas           | Wilco Kelderman              | RadioShack-Nissan      | Robbie McEwen      | Jeremy Vennell     |
| Classements finals | Classements finals | Robert Gesink      | Peter Sagan                      | Sebastian Salas           | Wilco Kelderman              | RadioShack-Nissan      | n/a                | n/a                |